# Unitel
Unitel est le plus grand opérateur de télécommunication en Angola. Son siège social est situé à Luanda.
Il appartenait anciennement à Isabel dos Santos, fille de l'ancien président angolais José Eduardo dos Santos. L'État angolais est devenu l'actionnaire majoritaire de la société pour 50 millions de dollars en janvier 2020.
En août 2020, Isabel dos Santos, qui est l'objet de plusieurs enquêtes et dont les avoirs sont bloqués en Angola et au Portugal, démissionne du conseil d'administration d'Unitel et dénonce un « climat de conflit permanent » au sein du CA. Elle détient toujours 25 % de l'entreprise.
En 2020, Unitel détient environ 80 % du marché des télécommunications en Angola.
En octobre 2022, l'État angolais annonce la nationalisation des parts d'Isabel dos Santos (qui détient 25 % du capital via la société Vidatel) et du général Leopoldino Fragoso do Nascimento, dit « Dino » (qui détient aussi 25 % du capital via la société Geni). L'État angolais récupère ainsi 100 % du capital de la société,.